# Špaččí vrch
Špaččí vrch, 360 m n. m.) je nevysoký, samostatný vrch s čedičovým základem nacházející se ve Cvikovské pahorkatině v severních Čechách u obce Radvanec. Na některých mapách je označen Nad hřbitovem (kdysi německy Starberg).

## Poloha
Kopec je necelý 1 kilometry západně od obce Radvanec a 2 km jihovýchodně od Nového Boru. Nalézá se na katastru Radvanec 750646. Je součástí Cvikovské pahorkatiny a okresu Česká Lípa.

## Popis
Nevysoký souměrný vrch je zarostlý smíšeným lesem. Pod vrcholem z pískovce jsou obnažené stěny lomu z let 1880 až 1881. Na jedné ze stěn je vytesán letopočet 1886.

## Přístup
Značená turistická trasa na vrchol nevede, nejbližší je modrá v Radvanci, 600 metrů na východ. K jižní straně vrchu přiléhá Radvanecký hřbitov, k němuž vede cesta od silnice, spojující Sloup v Čechách s Novým Borem. Po silnici vede cyklotrasa 3056. Výstup od hřbitova k vrcholovému kameni není náročný.

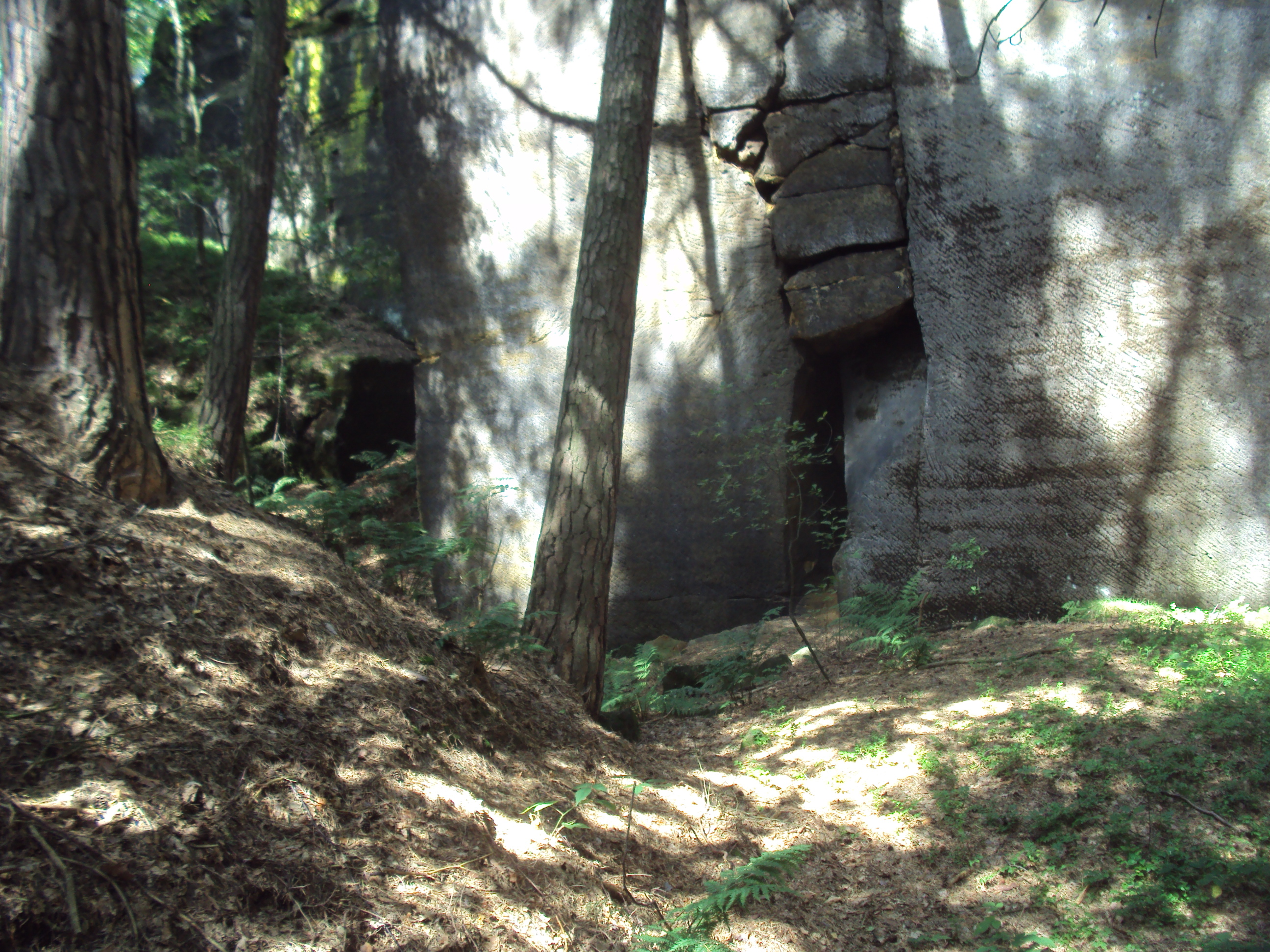
Pod vrcholem jsou pozůstatky lomu